# نيك نوبل (مغني)
نيك نوبل (بالإنجليزية: Nick Noble)‏ هو مغني وكاتب أغاني أمريكي، ولد في 21 يونيو 1926 في شيكاغو في الولايات المتحدة، وتوفي في 24 مارس 2012 في مقاطعة كوك في الولايات المتحدة.

## وصلات خارجية
- نيك نوبل على موقع IMDb (الإنجليزية)
- نيك نوبل على موقع ميوزك برينز (الإنجليزية)
- نيك نوبل على موقع ديسكوغز (الإنجليزية)
- نيك نوبل على موقع قاعدة بيانات الفيلم (الإنجليزية)